# Piet Jager
Pieter (Piet) Jager (Muntendam, 5 februari 1934 – Zuidhorn, 2 oktober 2024) was een Nederlands voetballer.

## Carrière
Jager kwam op zijn 16e voor het eerst in het eerste elftal van VV Muntendam. In 1955 tekende hij een profcontract bij Veendam, wat niet iedereen in Muntendam hem in dank afnam. Hij bleef er twee seizoenen, speelde 49 officiële wedstrijden en scoorde daarin 17 keer als rechtsbuiten voor de geelzwarten.
In het seizoen '57-'58 maakte hij de overstap naar het Groningse Be Quick. In het seizoen '58-'59 was hij weer terug bij VV Muntendam. Daarna werd hij semiprof bij Go Ahead in Deventer. In dat jaar verhuisde hij naar Beverwijk, omdat hij wegens een onduidelijkheid bij de contractbesprekingen niet alleen bij Go Ahead had getekend maar ook bij VSV in Velsen. Het contract bij Go Ahead bleek toch rechtsgeldig, waardoor hij een jaar voor Go Ahead uitkwam. Het jaar hierop tekende hij alsnog een contract bij VSV.
In het seizoen '62-'63 werd hij kampioen van de tweede divisie na een kampioenswedstrijd in Heemstede op het veld van RCH. Met Telstar (direct na het kampioenschap uit Stormvogels en VSV ontstaan) werd het jaar daarop meteen de Eredivisie bereikt. Jager vertrok na dit seizoen, samen met trainer Toon van den Enden, naar FC Zaanstreek.
Op het einde van zijn actieve loopbaan speelde hij tot 1970 voor De Kennemers in Beverwijk.
Jager overleed in oktober 2024 op 90-jarige leeftijd.

### Carrièrestatistieken
| Seizoen         | Club            | Land            | Competitie       | Competitie | Competitie | Beker | Beker | Internationaal | Internationaal | Overig | Overig | Totaal | Totaal |
| Seizoen         | Club            | Land            | Competitie       | Wed.       | Dlp.       | Wed.  | Dlp.  | Wed.           | Dlp.           | Wed.   | Dlp.   | Wed.   | Dlp.   |
| --------------- | --------------- | --------------- | ---------------- | ---------- | ---------- | ----- | ----- | -------------- | -------------- | ------ | ------ | ------ | ------ |
| 1955/56         | Veendam         | Nederland       | Eerste klasse A  | 19         | 6          | –     | –     | –              | –              | 0      | 0      | 19     | 6      |
| 1956/57         | Veendam         | Nederland       | Tweede divisie A | 27         | 9          | 3     | 2     | –              | –              | 0      | 0      | 30     | 11     |
| 1957/58         | Be Quick        | Nederland       | Tweede divisie B | –          | 4          | –     | 0     | –              | –              | 0      | 0      | –      | 4      |
| 1958/59         | VV Muntendam    | Nederland       |                  |            |            |       |       |                |                |        |        |        |        |
| 1959/60         | Go Ahead        | Nederland       | Tweede divisie B | 16         | 3          | –     | –     | –              | –              | 0      | 0      | 16     | 3      |
| 1960/61         | VSV             | Nederland       | Eerste divisie B | –          | 4          | –     | 2     | –              | –              | 0      | 0      | –      | 6      |
| 1961/62         | VSV             | Nederland       | Eerste divisie B | –          | 1          | –     | 0     | –              | –              | 0      | 0      | –      | 1      |
| 1962/63         | VSV             | Nederland       | Tweede divisie A | –          | 1          | –     | 0     | –              | –              | –      | 0      | –      | 1      |
| 1963/64         | Telstar         | Nederland       | Eerste divisie   | –          | 0          | –     | 0     | –              | –              | 0      | 0      | –      | 0      |
| 1964/65         | Telstar         | Nederland       | Eredivisie       | –          | 0          | –     | 0     | –              | –              | 0      | 0      | –      | 0      |
| 1965/66         | FC Zaanstreek   | Nederland       | Tweede divisie A | –          | 2          | –     | 0     | –              | –              | 0      | 0      | –      | 2      |
| Carrière totaal | Carrière totaal | Carrière totaal | Carrière totaal  | –          | 30         | –     | 4     | 0              | 0              | –      | 0      | –      | 34     |

## Erelijst
VSV
| Nationaal      |    |         |
| Tweede divisie | 1x | 1962/63 |